# Dibromdifluormethan
Dibromdifluormethan je organická sloučenina se vzorcem CBr2F2;. Jedná se o nehořlavou bezbarvou kapalinu. Společně s bromchlordifluormethanem, dibromtetrafluorethanem, a bromtrifluormethanem jde o jedno z nejúčinnějších hasiv; také se ale jedná o látku poškozující ozonovou vrstvu.

## Výroba
Dibromdifluormethan se vyrábí bromací plynného difluormethanu; vzniká také při fluoraci tetrabrommethanu.